# Rauchschalter

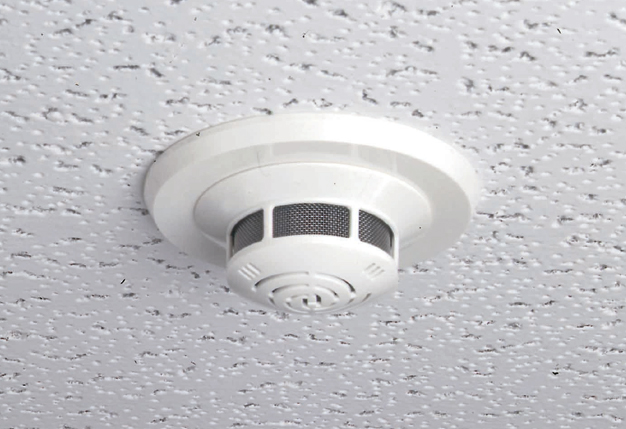
Optischer Rauchschalter

Ein Rauchschalter wird im vorbeugenden anlagentechnischen Brandschutz eingesetzt und erkennt frühzeitig sowohl Schwelbrände als auch offene Brände mit Rauchentwicklung. Ein zusätzlicher Temperaturfühler spricht bei einer Umgebungstemperatur von 70 °C an. Rauchschalter werden in erster Linie in Feststellanlagen zum Offenhalten von Brandschutztüren zwischen Brandabschnitten eingesetzt.
Rauchschalter sind spezielle Brandmelder, die den Anforderungen der EN 54-7 entsprechen. Sie sind aber funktionell so umgestaltet, dass sie wichtige Schalt- und Steuerfunktionen – unabhängig von einer Brandmeldeanlage – vornehmen können. Ein Relaiskontakt öffnet bei Alarm sowie bei Spannungsausfall und schließt damit zum Beispiel eine Brandschutztür, ohne dass dies notwendigerweise zu einer Alarmierung der Feuerwehr führt.
Der optische Rauchschalter arbeitet wie der optische Rauchmelder nach dem Streulichtprinzip (Tyndall-Effekt). Lichtsender und -empfänger sind in der Messkammer so angeordnet, dass das Licht des Senders den Empfänger nicht direkt trifft. Erst das an Rauchteilen gestreute Licht gelangt zum Empfänger. Die Auswerteelektronik des Rauchschalters überwacht den Rauchmessteil des Melders zusätzlich auf Verschmutzung und Störung. Die jeweiligen Betriebszustände zeigt der Rauchschalter optisch an.